# Morolo
Morolo är en ort och kommun i provinsen Frosinone i regionen Lazio i Italien. Kommunen hade 3 257 invånare (2018).